# Polinomi de Lommel
Un polinomi de Lommel, denotat com Rm,ν(z), introduït per Eugen von Lommel (1871), és un polinomi en 1/z que donen la relació de recurrència
{\displaystyle \displaystyle J_{m+\nu }(z)=J_{\nu }(z)R_{m,\nu }(z)-J_{\nu -1}(z)R_{m-1,\nu +1}(z)}
on Jν(z) és una funció de Bessel de primer tipus.
Es donen explícitament per
{\displaystyle R_{m,\nu }(z)=\sum _{n=0}^{[m/2]}{\frac {(-1)^{n}(m-n)!\Gamma (\nu +m-n)}{n!(m-2n)!\Gamma (\nu +n)}}(z/2)^{2n-m}.}
on Γ denota la funció gamma. S'utilitzen com a eina de demostració en la teoria de la transcendència.